# مسلمو شيبي
مسلمو شيبي يتواجدون بشكل أساسي في ولاية بهار وولاية ماديا براديش وأوتار براديش في الهند، وهم مسلمون متحولون من الطبقة الهندوسية شيبي.